# TEDi
Tedi (eigen schrijfwijze TEDi, vroeger T€Di, dat staat voor Top Euro Discount) is een Duitse discountketen en ramsjwinkel met in 2024 zo'n 3000 filialen in vijftien landen. Het assortiment bestaat uit gebruiks- en verbruiksartikelen voor dagelijks gebruik. Daarnaast verkoopt men huishoudelijke artikelen, speelgoed en schrijfwaren.
Tedi werd opgericht door de Tengelmann-Gruppe met het idee om het concept van de 1-Dollarwinkels in Duitsland aan te bieden. Na de introductie in 2002 werd de euro als basiseenheid gebruikt. Bijna alle producten kostten 1 euro of een veelvoud daarvan. Ook opslagen van 50 cent worden toegepast. De onderneming werd als voortvloeisel uit de Tengelmann-textieldochter KiK opgericht en door de discounterspecialist Michael Spies opgebouwd. Tengelmann bezat 30% van de aandelen. Op 30 april 2021 werden de aandelen van Tengelmann verkocht aan de H.H. Unternehmensgruppe van Christian Haub.
Tedi-vestigingen zijn bij voorkeur gelegen in de buurt van andere winkels uit de Tengelmann Groep. Een belangrijke doelgroep zijn passanten die toevallig voorbijlopen. Daarom zijn veel filialen gevestigd in winkelcentra en het centrum van kleinere steden.

## Geschiedenis

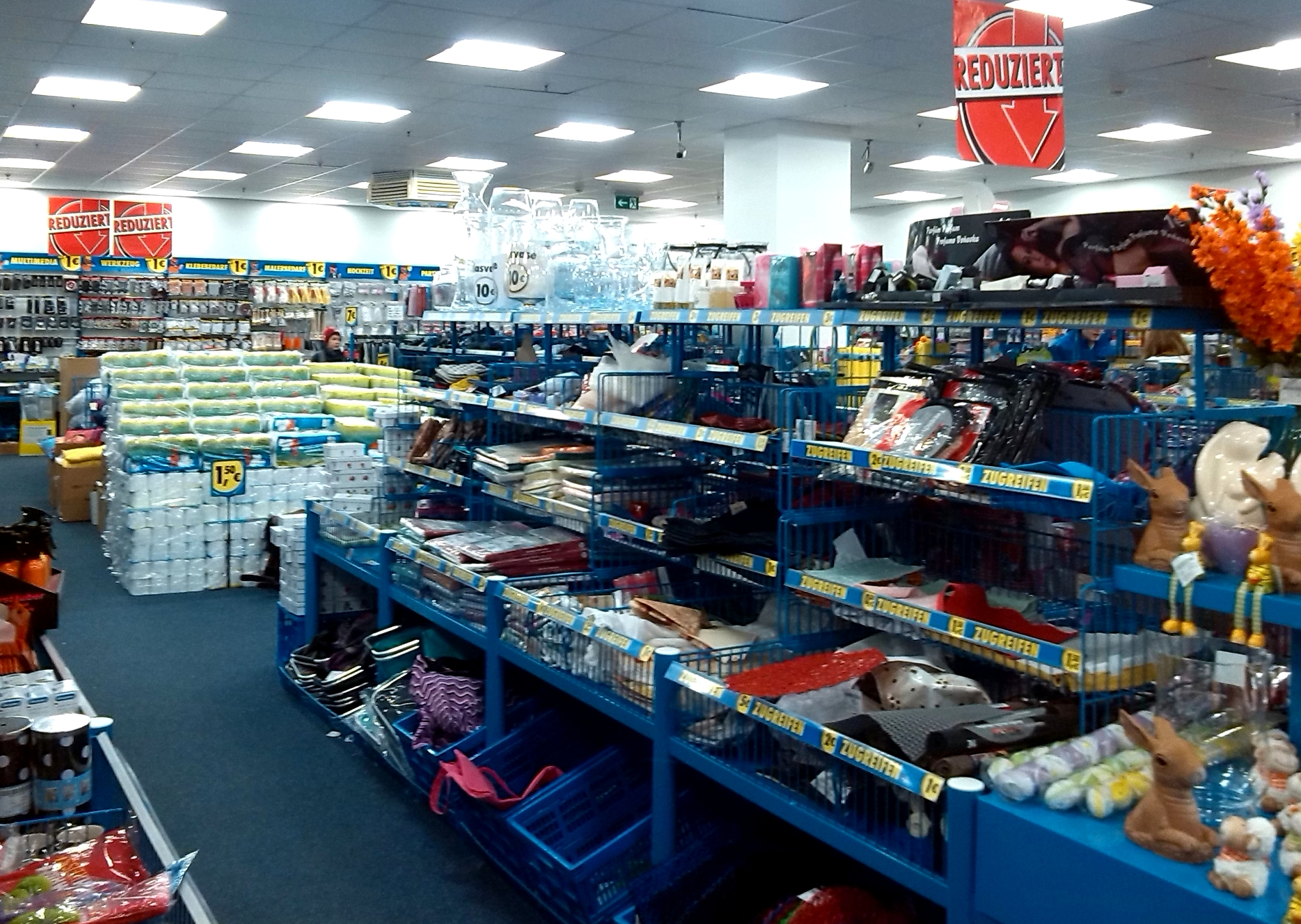
Het interieur van een Tedi-filiaal

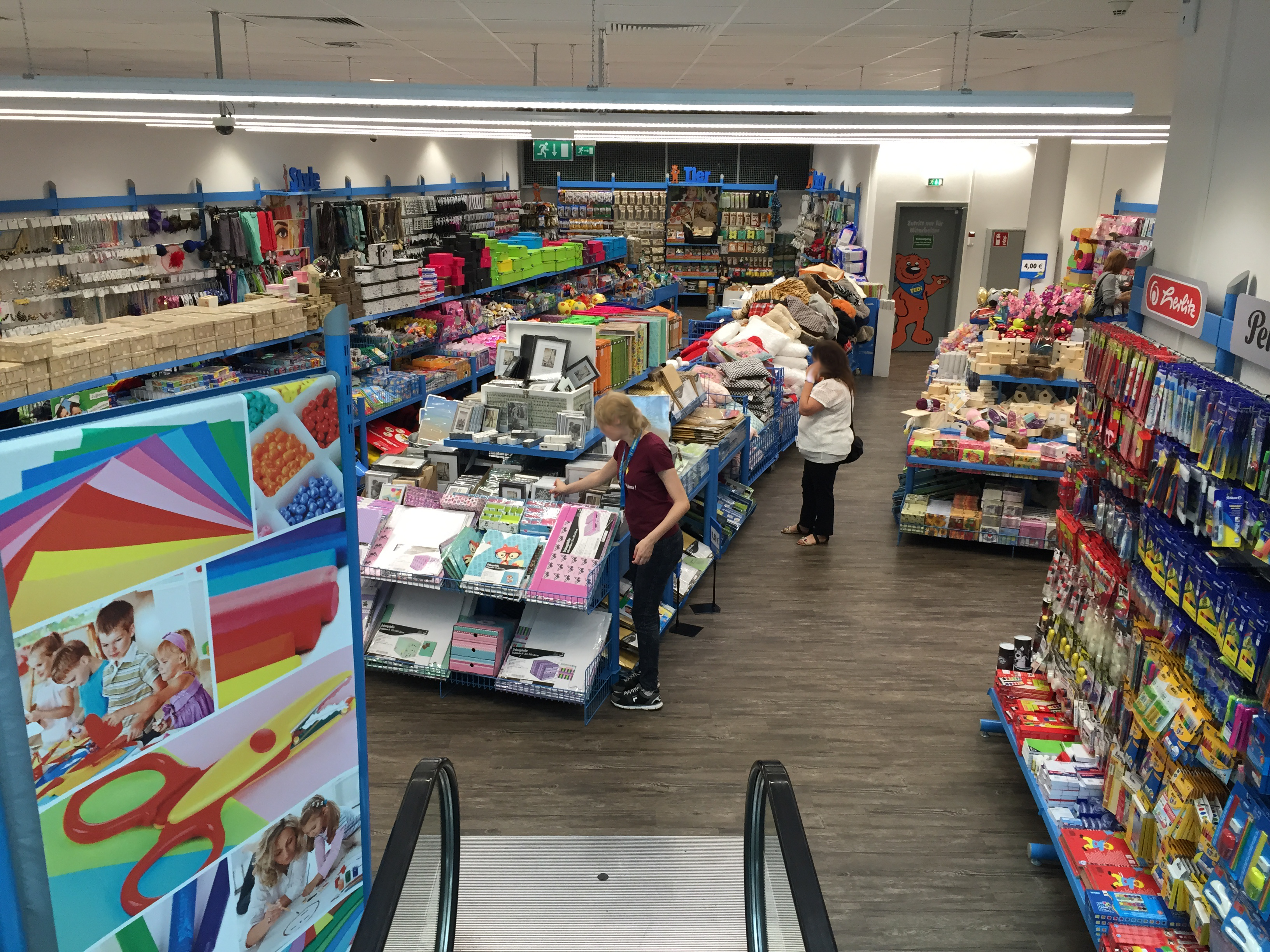
Tedi-filiaal volgens het nieuwe winkelconcept

Tedi opende in augustus 2003 zijn eerste filiaal in Hagen. Op 1 mei 2004 werd EURO-Discounter, zoals de eigen aanduiding is, ingeschreven in het handelsregister. De onderneming wilde zo snel mogelijk veel filialen openen.
In de herfst van 2004 waren er al zo'n 100 Tedi-filialen in Duitsland. In januari 2005 waren er 150 winkels en in mei 2005 werd het 200e filiaal geopend. In mei 2007 was het aantal filialen al gegroeid tot 500. Oorspronkelijk was het bedoeling om jaarlijks meer dan 200 filialen te openen. Tegenwoordig geeft het bedrijf aan om Europawijd jaarlijks 150 filialen te openen en zo'n 2000 filialen na te streven.
Het aantal filialen lag in september 2016 op meer dan 1450. Op 2 mei 2011 breidde de onderneming naar Oostenrijk uit en opende een filiaal in Graz. Daarna volgde op 6 juni 2012 uitbreiding naar Slovenië met een filiaal in Murska Sobota en men gaf daarbij aan om 12 tot 15 nieuwe filialen per jaar te openen.
Sinds 2014 wordt een nieuw winkelconcept uitgerold, dat voorziet in de modernisering van het filiaalnetwerk. Het logo werd veranderd en het eurosymbool werd vervangen door een gewone 'E'.
In 2017 openden de eerste filialen in Kroatië, de eerste filialen buiten de eurozone.
In oktober 2017 introduceerde Tedi een nieuwe discounterformule onder de naam Black.de om de strijd aan te gaan tegen Action. Met deze winkels die doorgaans een grotere oppervlakte hadden dan Tedi had men de ambitie om uit te groeien tot 1000 filialen. Eind 2017, toen er 50 filialen geopend waren, maakte Tedi bekend te stoppen met de nieuwe formule en de filialen om te bouwen naar Tedi-filialen. Ook werd bekendgemaakt dat Tedi de 63 Duitse filialen van Xenos overnam. De overname was eind januari 2018 afgerond.
In 2022 werd het eerste Tedi-filiaal in Portugal geopend.

### Nederland
In 2013 werd de eerste Nederlandse vestiging geopend, waarna er binnen anderhalf jaar veertien winkels in Nederland waren. In november 2016 werd bekendgemaakt dat vier filialen omgebouwd werden tot vestigingen van KiK.
Tussen mei en juli 2017 werden de resterende filialen van Tedi in Nederland allemaal gesloten, omdat de winkels niet rendabel genoeg waren.

## Kritiek
De vakbond Ver.di bekritiseerde in oktober 2011 het lage loon van de medewerkers. Personeel met een IHK-diploma zou een brutoloon van 7 euro per uur verdienen.
Een ander kritiekpunt is de kwaliteit van de meestal uit China geïmporteerde producten. Veel klachten van diverse instanties en van het Rapid Exchange of Information System (RAPEX) van de EU gaan over het gebruik van zeer giftige materialen (bijv. Phthalate), in het bijzonder in speelgoed. Dat bleek bijvoorbeeld in maart 2009 bij een driedelige set van poppen uit kunststof.
Ook over het prijsbeleid is voortdurend kritiek. De prijzen vanaf 1 euro suggereren een koopje, maar vaak zijn de artikelen bij andere winkels goedkoper te krijgen. Voor veel producten in het onderste prijssegment is een prijs van 1 euro al te veel.